# Blang Reuma
Blang Reuma is een bestuurslaag in het regentschap Aceh Utara van de provincie Atjeh, Indonesië. Blang Reuma telt 528 inwoners (volkstelling 2010).